# ريادة الأعمال المستدامة
ريادة الأعمال المستدامة (بالإنجليزية: Sustainopreneurship)‏ (ريادة الأعمال والابتكار من أجل الاستدامة) هي مفهوم انبثق من المفاهيم السابقة لريادة الأعمال الاجتماعية وريادة الأعمال الإيكولوجية، من خلال ريادة الأعمال المستدامة. يعني هذا المفهوم استخدام تنظيم الأعمال الإبداعي لحل المشاكل المرتبطة بريادة الأعمال، لخلق استدامة بيئية واجتماعية لتكون موضوعًا وهدفًا استراتيجيًا يأخذ بعين الاعتبار في الوقت نفسه الحدود الموضوعة للحفاظ على أنظمة دعم الحياة في العملية.
يُسمى بعبارة أخرى «عملًا له سبب»، إذ تتحول مشاكل العالم إلى فرص أعمال من خلال نشر ابداعات الاستدامة.

## التعريف
التعريف الذي طُرح أولًا في مقال مؤتمر في عام 2006 هو:
1. نشر ابتكارات الاستدامة: ريادة الأعمال والابتكار من أجل الاستدامة.
2. اختصار لتحقيق الاستدامة داخل ريادة الأعمال.
3. التركيز على واحدة أو أكثر من المشاكل (العالمية/ الاجتماعية/المتعلقة بالاستدامة)، إيجاد/تحديد و/أو ابتكار حل لمشكلة (مشاكل) وطرح الابتكار إلى السوق من خلال إنشاء منظمة فعالة. يضيف عمل الاستدامة الموجه (بديل جديد، التحول العميق عن القديم) نحو سبب/مهمة قيم ومكاسب اجتماعية/اقتصادية/إيكولوجية، مع التحيز نحو الحاجة المعنوية- من خلال التجريد من الطابع المادي وإعادة الدمج في المجتمع. تحافظ وترمم و/أو تعزز القيمة المُضافة في نفس الوقت مخزون رأس المال الأساسي المُستخدم في نهاية المطاف، من أجل الحفاظ على تلبية احتياجات الأجيال الحاضرة والقادمة من أصحاب المصلحة.

## التطور المفاهيمي
رُشح عالم الأعمال ليكون قوةً رئيسية لإنشاء عالم مُستدام، خاصةً عندما يلعب دور مصدر للابتكار والإبداع – مثال: قال روبنسون (2004:378):
«إضافةً إلى التكامل عبر المجالات، يجب أن تكون الاستدامة متكاملة عبر القطاعات أو المصالح. من الواضح أن الحكومات لوحدها لا تمتلك الرغبة ولا القدرة على تحقيق الاستدامة بمفردها. يجب أن يكون القطاع الخاص، باعتباره المحرك الرئيسي للنشاط الاقتصادي على الكوكب، ومصدرًا رئيسيًا للإبداع، والابتكار وريادة الأعمال، مشاركًا في محاولة تحقيق الاستدامة».
ريادة الأعمال المستدامة مرشحة لتكون العامل المؤثر الذي يعطي سلطة أكبر للقوى المنبثقة من نشاطات عالم الأعمال للمساهمة في الاستدامة. طُرح مفهوم ريادة الأعمال المستدامة في البداية على شكل مصطلحٍ في عام 2000، إذ كان مرتبطًا بالدرجة الأولى بنُهج إدارة التغيير الاستباقية المتعلقة بعملية التعديل مع زيادة الاهتمام بالبيئة.

## وصلات خارجية
- Google Scholar Search on Sustainopreneurship (academically approved research on the subject)